# Yigdal
Yigdal (hébreu : יִגְדָּל « Que soit magnifié [l’Elohim vivant] ») est un hymne juif qui occupe dans plusieurs rites liturgiques une place d’honneur aux côtés d’Adon olam en introduction de l’office matinal et en conclusion de la prière du soir. Versifié et suivant strictement la métrique de la poésie liturgique séfarade, il met en vers les treize articles énoncés par Maïmonide comme obligatoires pour la doctrine juive.

## Texte hébraïque
Le texte est le même pour l’ensemble des rites mais les ashkénazes ne chantent que treize vers tandis que les séfarades concluent par un verset récapitulatif (en bleuté).

| #  | Traduction littérale | Transcription | Hébreu                                                                                   |
| -- | --- | --- | ---------------------------------------------------------------------------------------- |
| 1  | Magnifié soit l’Elohim vivant, et exalté, Il Est et il n’y a pas de temps fixé à son existence                                                                                                  | Yigdal Elohim ’hay vèyishtaba’h nimtsa vèein èt el metsiouto                                                              | יִגְדַּל אֱלֹהִים חַי וְיִשְׁתַּבַּח נִמְצָא וְאֵין עֵת אֶל מְצִיאוּתוֹ                                             |
| 2  | [Il est] Un et il n’y a nulle unicité comme son unicité, [Il est] Transcendant et il n’y a pas de fin à son unité                                                                               | È’had vèein ya’hid keyi’houdo neelam vègam ein sof lèa’hdouto                                                             | אֶחָד וְאֵין יָחִיד כְּיִחוּדוֹ נֶעְלָם וְגַם אֵין סוֹף לְאַחְדּוּתוֹ                                            |
| 13 | El ressuscitera les morts par sa grande bonté, Loué soit à jamais son Nom loué. | Metim ye’hayè El berov ’hasdo, baroukh ʿadei ʿad shem tehilato                                                            | מֵתִים יְחַיֶּה אֵל בְּרֹב חַסְדּוֹ בָּרוּךְ עֲדֵי עַד שֵׁם תְּהִלָּתוֹ                                               |
| 14 | Ces treize [principes] sont fondamentaux, ce sont eux [qui forment] la base du statut d’El et de sa foi. La loi de Moïse est véridique ainsi que sa prophétie, loué soit à jamais son Nom loué. | Èlè shelosh èsrè leïqarim, hen hem yessod dat El vèemounato, Torat Moshe emet ounevouato, baroukh ʿadei ʿad shem tehilato | אלה שלוש עשרה לעקרים הן הם יסוד דת אל ואמונתו תורת משה אמת ונבואתו, ברוך עדי עד שם תהלתו |